# Região de Planejamento dos Eixos Rodoferroviários
A Região de Planejamento dos Eixos Rodoferroviários é uma das 32 regiões administrativas do estado do Maranhão, no Brasil. Situa-se ao norte do Estado e compreende 5.232,1 km². A Região é cortada pela Estrada de Ferro Carajás, Ferrovia Transnordestina, rodovia BR 222 e BR 135, daí seu nome.
São Mateus do Maranhão é a maior cidade sendo, porém, Miranda do Norte é o município-sede da Região.

## Formação
A Região é formada por sete municípios:
- Arari
- Cantanhede
- Matões do Norte
- Miranda do Norte
- Pirapemas
- São Mateus do Maranhão
- Vitória do Mearim